# Nuts Groep
De Nuts Groep is een leverancier van energie- en telecomdiensten in Nederland en België. Het bedrijf startte in 2008 als energieleverancier en is inmiddels leverancier van een breder aanbod aan nutsdiensten. Onder het paraplumerk 'Budget Thuis' vallen de merken 'Budget Energie' (elektriciteit en aardgas), 'Budget Alles-in-1' (internet, tv en bellen voor de particuliere markt) en 'Budget Mobiel' (sim only). Samen met NLE en Elegant levert de Nuts Groep in totaal aan zo'n 1.1 miljoen huishoudens in Nederland en België energie- en telecomdiensten.

## Geschiedenis
In 2008 is de Nuts Groep begonnen als energiebedrijf. Eerst met Atoomstroom, een elektriciteitsmerk voor kernenergie. Na de tsunami in Japan in 2011 en de daaropvolgende nucleaire ramp in Fukushima Daiichi, werd kernenergie onverkoopbaar. Daarom werd Atoomstroom in dat jaar Budget Energie, een prijsvechter die groene stroom en gas verkoopt. Nadat Waterland Investments in 2017 voor 50% eigenaar werd, is in 2018 NLE (Nederlandse Energie Maatschappij) overgenomen. Hiermee werd de eerste stap naar een bredere dienstverlening gezet. NLE leverde naast energie ook internet, televisie en vast bellen onder de naam NLEx. In 2019 werd de multi-utility-strategie versneld door de overname van Robin Mobile van investeringsmaatschappij Ramphastos Investments van Marcel Boekhoorn en is het productportfolio uitgebreid met mobiele telefonie. In januari 2020 is het paraplumerk Budget Thuis gelanceerd. NLEx ging verder onder de nieuwe naam 'Budget Alles-in-1' (internet, tv en bellen) en Robin Mobile kreeg de nieuwe merknaam 'Budget Mobiel' (sim only).